# راندي بريسكوت
راندي بريسكوت (بالإنجليزية: Randy Prescott)‏ (18 أبريل 1964 بريدوندو بيتش في الولايات المتحدة - ) هو لاعب كرة قدم أمريكي في مركز الوسط. لعب مع Detroit Rockers ‏ وFort Wayne Flames ‏ وشيكاغو ستينغ وSan Jose Grizzlies ‏.